# Archives départementales de Lot-et-Garonne
Les archives départementales de Lot-et-Garonne sont un service du conseil départemental de Lot-et-Garonne, chargé de collecter les archives, de les classer, les conserver et les mettre à la disposition du public.

## Bâtiment
Le bâtiment qui abrite les archives est situé 3, place de Verdun à Agen. Il a été construit en 1907 sur les plans de l'architecte Albert Courau, architecte départemental de Lot-et-Garonne. Ce bâtiment a obtenu le label « Patrimoine du XXe siècle le 15 mars 2007. Il abrite aujourd'hui les collections historiques du XIIe siècle  à 1940, ainsi qu'une salle de lecture.
Une extension est créée en 1984 dans l'ancienne maternité de l'hôpital Saint-Jacques. Les archives contemporaines y sont conservées.

## Directeurs
- 1852-1857 : Charles Pécantin
- 1857-1865 : Ernest Croset
- 1865-1867 : Auguste Bosvieux
- 1868-1901 : Georges Tholin
- 1901-1938 : René Bonnat
- 1938-1946 : Robert Marquant
- 1946-1947 : Louis Desgraves
- 1948-1952 : Yves Pérotin
- 1954-1993 : Jean Burias
- Depuis 2011 : Stéphane Capot

## Pour approfondir